# 小行星7201
小行星7201（英語：7201 Kuritariku）是一颗围绕太阳公转的小行星。1994年10月25日，大友哲在藤枝市发现了此天体。
这颗小行星的绝对星等为353.36706等。